# Joseph Erlanger
Joseph Erlanger (San Francisco, 1874. január 5. – Missouri, St. Louis, 1965. december 5.) amerikai fiziológus. 1944-ben Herbert Gasserrel közösen megkapta a fiziológiai Nobel-díjat „az egyes idegrostok élesen különböző funkcióinak felfedezéséért”.

## Tanulmányai
Joseph Erlanger 1874. január 5-én született San Franciscóban. Szülei szegény németországi zsidó bevándorlók voltak, akik a kaliforniai aranyláz idején érkeztek Amerikába. Apja, Herman Erlanger Württembergből származott és miután maga is megpróbálkozott az aranyásással, nyitott egy boltot és feleségül vette üzlettársa lányát, Sarah-t. Joseph a hatodik volt a hét gyerekük közül és az egyetlen, aki főiskolát végzett. Gyerekkorában sok időt töltött a város körüli erdőkben és hegyekben; innen eredt élete végéig tartó szeretete a túrázás iránt, valamint az állatok és növények tanulmányozása után döntött úgy, hogy orvosnak tanul.
Egy kétéves előkészítő tanfolyam után, 1891-ben felvételi vizsga nélkül vették fel a Berkeley-i Kaliforniai Egyetem kémiai szakára és miután megszerezte a BSc fokozatot, a keleti parton, a baltimore-i Johns Hopkins Egyetem orvosi tanszékén tanult tovább. Egyetemistaként részt vett tanárai kutatásaiban, az izmokat beidegző gerincvelői idegrostokat és a rövidített bélcsatornájú kutyák emésztését tanulmányozta. Miután 1899-ben évfolyammásodikként megkapta orvosi diplomáját, az egyetem kórházában volt rezidens orvos William Osler, a modern orvoslás egyik amerikai meghonosítójának irányítása alatt. Feltehetően az ő hatására döntött úgy, hogy a praktizálás helyett kutatóorvos lesz. 

## Pályafutása
Erlanger az élettani laboratóriumban kezdett dolgozni és 1902-től előadásokat is tartott a Johns Hopkinson. Hamar kitűnt kézügyességével és technikai érzékével; egy alkalommal a gyakorlaton eltörte az új rendszerű vérnyomásmérő műszert, mire improvizált egy nagyobbat, ami nem az ujjak végén, hanem a felkaron mérte a vérnyomásváltozást. Egy New York-i cég meg is vásárolta tőle a szabadalmat és széles körben alkalmazták a készüléket, míg a modernebb változatok ki nem szorították. Elsősorban kardiológiai kutatásokkal foglalkozott és gyorsan emelkedett az egyetemi ranglétrán. 
1906-ban sikerrel pályázta meg a Wisconsin–Madison Egyetem újonnan megalapított élettani tanszékén a professzori állást. Itt négy évet töltött, ezalatt megszervezte az fiziológiai laboratóriumot és a teljes orvosi élettant lefedő jegyzetet írt. 
1910-ben elfogadta a Saint Louis-i Washington Egyetem ajánlatát az élettanprofesszori állásra; ezt a pozíciót egészen nyugdíjba vonulásáig, 1946-ig betöltötte. 1916-ban a Wisconsin-Madisoni Egyetemről meghívta korábbi tanítványát, Herbert Gassert, akivel ezután évekig közösen dolgozott. Az első világháború idején a két kutató a harctéri sokkot tanulmányozta, majd Erlanger visszatért kardiológiai kutatásaihoz. Kidolgozott egy módszert, amelyben egy csipesz segítségével visszafordítható szívblokkot idézett elő a kísérleti állatokban.
Az 1910-es évek végén érdeklődése a szívdobogást szabályozó beidegzés felé fordult. Galvanométerrel próbálta mérni az idegen végigfutó akciós potenciált, de az elektromos jel túl gyenge volt. 1921-ben Gasser rájött, hogy egy katódsugárcsöves oszcilloszkóppal fel tudják erősíteni a jelet, így készítettek egy katódcsövet és egy erősítőt, amivel elsőként sikerült megmérniük az idegrostok akciós potenciáljának lefolyását. Későbbi méréseik során felfedezték, hogy az ideg jelvezetési sebessége függ az átmérőjétől, hogy különbség van a mielinburokkal rendelkező és csupasz idegrostok vezetésében és lehetővé vált az idegrostok osztályozása vezetési tulajdonságaik alapján. 
Erlanger és Gasser elektroneurofiziológia úttörői között voltak, a későbbi kutatók az általuk kifejlesztett módszerekből indultak ki. Előttük az idegrendszer elektromos aktivitásáról csak az elektroenkefalogram adott információt, de általuk lehetővé vált egyetlen idegrost aktivitásának pontos mérése. Erlanger együttműködése Gasserrel 1931-ig tartott, amikor az a New York-i Cornell Egyetem professzora lett.
1944-ben Erlanger és Gasser fiziológiai és orvostudományi Nobel-díjban részesült az idegrostok különböző funkciójának felismeréséért.

## Elismerései

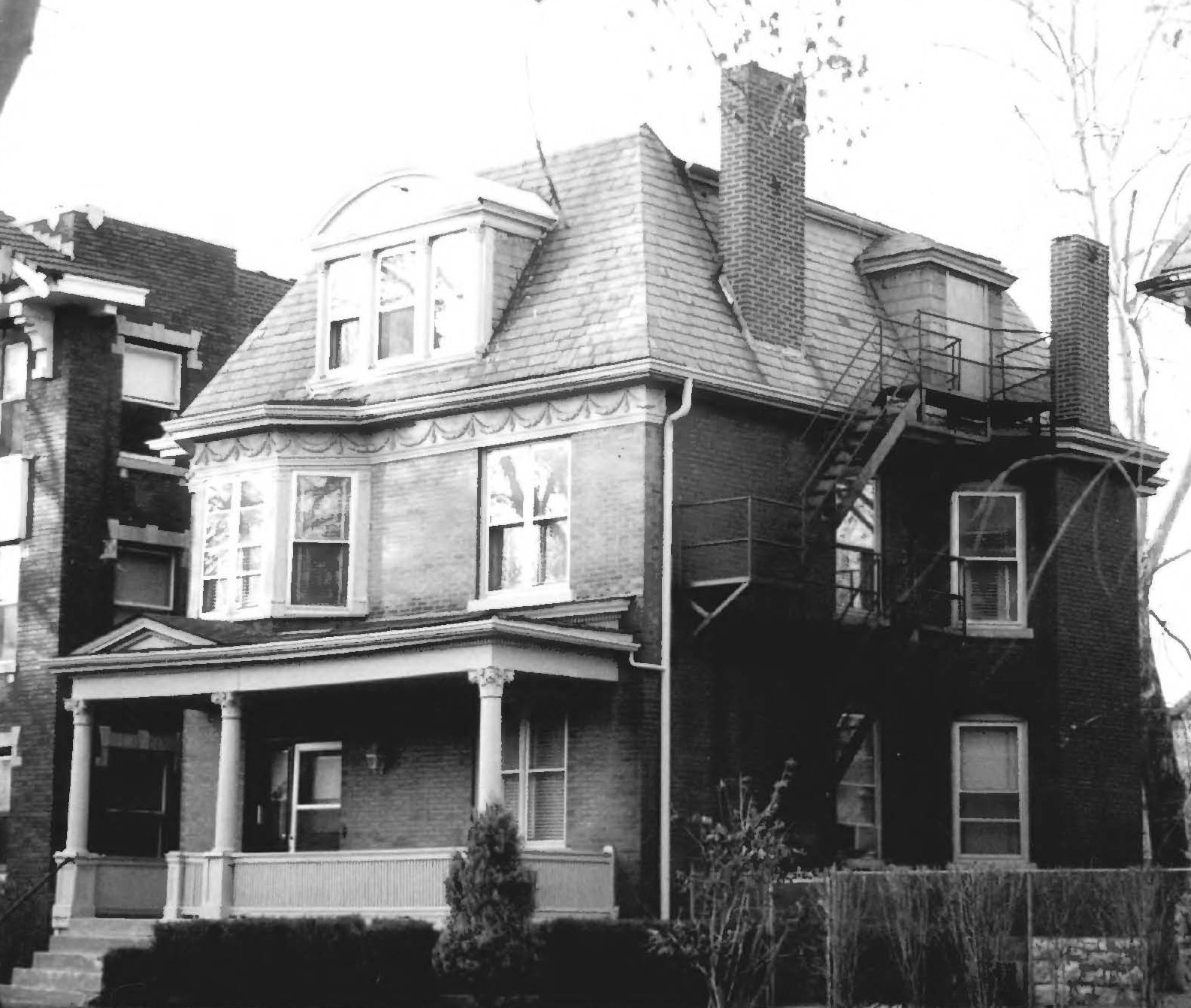
Az Erlanger-család háza St. Louisban

Joseph Erlangert díszdoktorává választották a Kaliforniai, a Wisconsini, a Pennsylvaniai és a Michigani Egyetemek, a St. Louis-i Washington Egyetem, a Johns Hopkins Egyetem és a Brüsszeli Szabadegyetem. Tagja volt az amerikai Nemzeti Tudományos Akadémiának. 1926 és 1929 között ő volt az Amerikai Élettani Társaság elnöke.

## Családja és személyisége
Erlanger erős akaratú, határozott személyiség volt, aki nem félt ellentmondani a többségi véleménynek. Jóval azután is állógallért viselt, miután az kiment a divatból és úgy vélte, hogy rasszizmus akkor fog véget érni, ha a fehérek és feketék vegyes házasságok révén összeolvadnak. A 20. század eleji louisianai "úri" társaságban bátorság kellett ennek kimondásához. A túrázás mellett szerette a zenét, az orvosi tanszék zenekarában furulyán játszott. 1906-ban feleségül vette az unitárius vallású Aimée Hirstelt. Felesége is természetrajongó volt, nászútjukon a Sierra Nevadában táboroztak (és egy megáradt folyó elsodorta minden felszerelésüket). Három gyermekük született: Margaret (1908), Ruth Josephine (1910) és Hermann (1912).
Joseph Erlanger 1965. december 5-én halt meg szívbetegség következtében, 91 éves korában.